# 西里古里
西里古里（Siliguri），是印度東北邊平原上的古城，屬於西孟加拉邦。是印度邊境的交通重地，包括鐵路、公路、航空都將此城做為一個交通重心，從西里古里可到尼泊爾、不丹和孟加拉國。
在西里古里最主要的交通是New Jalpaiguri railway和Bagdogra機場，西里古里基本上也是眾多喜馬拉雅山山邊的小鎮入口。當地最常用的語言是孟加拉语。

## 參见
- 西里古里走廊